# Александар Ђорђевић (архитекта)
Александар Ђорђевић (Београд, 30. децембар 1890 — Београд, 8. март 1952) био је српски архитекта. Радио је у периоду између два светска рата.

## Биографија
Рођен је у Београду, 30. децембра 1890. године, од оца Михаила, посланика Краљевине Србије у Букурешту и мајке Јелене, ћерке посланика Милисава Протића, потомка војводе Стевана Синђелића. Матурирао је 1909. године у Другој београдској гимназији, а затим је студирао на Високој техничкој школи у Карлсруеу у Немачкој.
Дипломирао је са одличним успехом 1914. године, пред избијање Првог светског рата. По повратку кући пријавио се као добровољац у рат. Приликом повлачења преко Албаније, дошао је до Солуна, а затим до Француске. У Паризу се 1916. запослио као архитекта при железници, а потом је постао сарадник у атељеима професора Бернијеа и Марсела Ламбера, где је остао све до краја рата 1918. године.

## Међуратни период
После рата вратио се у Београд. Најпре је радио као архитекта у одбору за обнову града, све до 1921. године. До 1928. радио је као један од оснивача предузећа „Рад“. Од 1928. до 1934. водио је свој приватни биро. У бироу је пројектовао више десетина јавних зграда, уз помоћ сарадника: Војина Симеоновића (1925—1932) и Григорија Самојлова (1930—1933), који су у бироу стекли искуство.
На конкурсу за зграду Београдске берзе, добио је прву награду. Зграда Берзе, данас Етнографски музеј, на Студентском тргу у Београду, грађена је у периоду 1932—1934, у духу модернизма, са поставком академизма, под видљивим утицајем арт декора. Угаоне је позиција, са кулама постављеним на угловима и динамичке форме, са степенастим смицањем волумена. Тројна подела зграде је јасно изражена, али не на конвенционалан начин: уместо венца, задњи спрат је увучен. Објекат је без скулптура, а од орнаментике има присутне само вертикалне фуге између редова прозора.
Награђен је откупом пројеката за Дом аероклуба и Дом Трговачке омладине.
Учествовао је на конкурсу Управе двора 1934. године за Нови двор, после чега му је краљ Нови двор поверио изградњу резиденције за његове синове Петра (будућег Краља Петра II), Томислава и Андреју. По краљевој погибији у Марсељу исте године, пројекат започетог објекта је прерађен, да би се од њега направио Бели двор. Малолетни краљ Петар II Карађорђевић је постао нови господар Краљевског Двора, а о завршетку започете зграде старао се његов рођак, кнез-намесник Павле, који се са својом породицом уселио, по завршетку градње, у очекивању краљевог пунолетства. Бели двор је израђен у неокласичном стилу, у периоду од 1934. до 1937. године. Налази се у оквиру комплека са Краљевским двором на Дедињу. У приземљу је велики свечани хол и низ салона опремјених у стилу Луја XV и Луја XVI, са венецијанским лустерима. Ту се налази и библиотека, која је некада имала око 35.000 књига, као и свечана трпезарија.
Кнез Павле Карађорђевић му је 1936. године поверио и рестаурацију дворца Брдо код Крања у Словенији.
Као ахитекта Белог двора ангажаван је у својству ревизора, за уређивање ентеријера зграде канцеларије Краљевине Југославије (сада амбасаде Србије) у Анкари (1936), како би намештај био у складу са ентеријером дворова на Дедињу.
По наруџбини Министарства иностраних послова Ђорђевић је 1937. израдио планове за подизање Краљевског посланства у Тирани, а током 1938. сарађивао је са архитектом Вернером Мархом из Берлина на изградњи Југословенског посланства у Немачкој.

### Други светски рат
Избијање Другог светског рата спречило је извођење његовог пројекта за нови велики хиподром „Дунавско коло јахача“ у Земуну, за који је већ имао припремљен технички елаборат, бројних других пројеката.

### Послератни период
По завршетку Другог светског рата, заједно са групом других интелектуалаца, био осуђен на смрт стрељањем због чињенице да је у свом раду био близак са краљевском породицом, али је спасен на интервенцију пријатеља и породице. После тога, током неког времена остао је активан у струци.
Нова власт ангажовала за уређивање ентеријера Старог двора (од 1961. године Скупштина града Београда), чије су поправке трајале до 1947. године.
Ташмајдански парк је изграђен 1954. године, израдио је заједно са архитектом Радомиром Ступаром.